# Muhlenbergia decumbens
Muhlenbergia decumbens är en gräsart som beskrevs av Jason Richard Swallen. Muhlenbergia decumbens ingår i släktet muhlygräs, och familjen gräs. Inga underarter finns listade i Catalogue of Life.